# Bantoanon
Le bantoanon est une des langues bisayas, parlée dans la province Romblon par 200 000 locuteurs (2002) dont seulement 500 à 1 000 sont monolingues. Il comprend les dialectes : banton, calatravanhon, odionganon, sibalenhon (sibale), simaranhon. Il est inter-compréhensible avec le hiligaïnon à 63 % et à 92 % avec l'inonhan. Le dialecte odionganon est celui préféré pour la littérature. Son lexique est similaire à 83 % avec le romblomanon (en).
Comme souvent avec Ethnologue.com, il est difficile de déterminer avec certitude si le bantoanon et l'asi sont deux langues ou deux dénominations d'une même langue (même code ISO bno)[réf. nécessaire].